# Índice de potencial de consumo
O Índice de Potencial de Consumo (IPC) é um indicador que atribui a cada município a sua participação percentual no potencial total de consumo do país. Considerando que o potencial total do mercado nacional seja 100%, o IPC identifica quanto cada região representa deste todo. Costuma ser definido também por categoria de produto.

## Metodologia
A metodologia normalmente se utiliza de levantamento, cruzamento e análise de dados secundários para elaboração de um modelo que indique o potencial de consumo geral e específico para uma categoria. A modelagem de dados utiliza ferramentas estatísticas, como análise de regressão e análise de variância.